# Clasville
Clasville är en kommun i departementet Seine-Maritime i regionen Normandie i norra Frankrike. Kommunen ligger i kantonen Cany-Barville som tillhör arrondissementet Dieppe. År 2022 hade Clasville 348 invånare.

## Befolkningsutveckling
Antalet invånare i kommunen Clasville
| Referens: INSEE |